# Thalheim (Saska)
Thalheim je grad u okrugu Erzgebirgskreis, u Slobodnoj državi Saskoj, Njemačka. Nalazi se 5 km istočno od Stollberga i 16 km južno od Chemnitza.

## Gradovi partneri
- Roßtal, Njemačka (od 1992.)

## Vanjske poveznice
|  | Zajednički poslužitelj ima još gradiva o temi Thalheim (Saska) |

- Službene stranice